# Liste der Bodendenkmäler in Auhausen
Auf dieser Seite sind die Bodendenkmäler in der schwäbischen Gemeinde Auhausen zusammengestellt. Diese Tabelle ist eine Teilliste der Liste der Bodendenkmäler in Bayern. Grundlage ist die Bayerische Denkmalliste, die auf Basis des Bayerischen Denkmalschutzgesetzes vom 1. Oktober 1973 erstmals erstellt wurde und seither durch das Bayerische Landesamt für Denkmalpflege geführt wird. Die folgenden Angaben ersetzen nicht die rechtsverbindliche Auskunft der Denkmalschutzbehörde.

## Bodendenkmäler der Gemeinde Auhausen

### Bodendenkmäler im Ortsteil Auhausen
| Lage                | Objekt | Akten-Nr.     | Bild |
| ------------------- | --- | ------------- | ---- |
| Auhausen (Standort) | Grabhügel der Bronzezeit. | D-7-6929-0009 |      |
| Auhausen (Standort) | Siedlung der Urnenfelder-, Hallstatt- und Latènezeit. | D-7-6929-0010 |      |
| Auhausen (Standort) | Siedlung vor- und frühgeschichtlicher Zeitstellung. | D-7-6929-0013 |      |
| Auhausen (Standort) | Mittelalterliche und frühneuzeitliche Befunde im Bereich des ehemaligen Benediktinerklosters und der Evangelisch-Lutherischen Pfarrkirche und ehemalige Klosterkirche St. Maria in Auhausen, darunter die abgegangene Servatiuskapelle und die abgegangene ehemalige Pfarrkirche St. Georg. | D-7-6929-0194 |      |
| Auhausen (Standort) | Straße der römischen Kaiserzeit. | D-7-6929-0203 |      |
| Auhausen (Standort) | Siedlung vor- und frühgeschichtlicher Zeitstellung. | D-7-7029-0003 |      |
| Auhausen (Standort) | Straße der römischen Kaiserzeit. | D-7-7029-0092 |      |
| Auhausen (Standort) | Siedlung vorgeschichtlicher Zeitstellung, Villa rustica der römischen Kaiserzeit. | D-7-7029-0240 |      |
| Auhausen (Standort) | Siedlung der römischen Kaiserzeit. | D-7-7029-0283 |      |
| Auhausen (Standort) | Siedlung vorgeschichtlicher Zeitstellung. | D-7-7029-0284 |      |
| Auhausen (Standort) | Siedlung vor- und frühgeschichtlicher Zeitstellung. | D-7-7030-0001 |      |

### Bodendenkmäler im Ortsteil Dornstadt
| Lage                 | Objekt | Akten-Nr.     | Bild |
| -------------------- | --- | ------------- | ---- |
| Dornstadt (Standort) | Burgstall des Mittelalters.                                                                                                  | D-7-6929-0002 |      |
| Dornstadt (Standort) | Siedlung des Mittelalters.                                                                                                   | D-7-6929-0003 |      |
| Dornstadt (Standort) | Siedlung der römischen Kaiserzeit.                                                                                           | D-7-6929-0004 |      |
| Dornstadt (Standort) | Mittelalterliche und frühneuzeitliche Befunde im Bereich der Evangelisch-Lutherischen Pfarrkirche St. Nikolaus in Dornstadt. | D-7-6929-0198 |      |
| Dornstadt (Standort) | Befunde der frühen Neuzeit im Bereich von Jagdschloss Hirschbrunn mit Katholischen Schlosskapelle St. Marien.                | D-7-6929-0204 |      |

### Bodendenkmäler im Ortsteil Geilsheim
| Lage                 | Objekt                                                                 | Akten-Nr.     | Bild |
| -------------------- | ---------------------------------------------------------------------- | ------------- | ---- |
| Geilsheim (Standort) | Grabhügel der Hallstattzeit, Siedlung vorgeschichtlicher Zeitstellung. | D-5-6929-0048 |      |

### Bodendenkmäler im Ortsteil Lochenbach
| Lage                  | Objekt                                                                             | Akten-Nr.     | Bild |
| --------------------- | ---------------------------------------------------------------------------------- | ------------- | ---- |
| Lochenbach (Standort) | Wüstgefallene Hofstelle des späten Mittelalters und der frühen Neuzeit (Leberhof). | D-7-6929-0206 |      |
| Lochenbach (Standort) | Straße der römischen Kaiserzeit.                                                   | D-7-7029-0021 |      |

## Nachqualifizierte Bodendenkmäler in Auhausen
| Lage       | Objekt                                     | Akten-Nr.     | Bild |
| ---------- | ------------------------------------------ | ------------- | ---- |
| (Standort) | Grabhügel vorgeschichtlicher Zeitstellung. | D-7-6929-0016 |      |